# Discothyrea athene
Discothyrea athene (лат.) — вид мелких муравьёв рода Discothyrea из подсемейства Proceratiinae (Formicidae). 

## Этимология
Название вида связано с биологией. Греческая богиня Афина, согласно легенде, соревновалась со смертной женщиной по имени Арахна, которую богиня наказала за своё высокомерие, превратив её в первого паука. Хотя трофическая биология D. athene конкретно неизвестна, вид назван в связи с известными арахнофагическими привычками его сородичей (они охотятся на яйца пауков и других членистоногих). Кроме того, Афина архетипично изображается со шлемом и копьём, отражающим особенно толстую кутикулу и выступающее жало Discothyrea.

## Распространение
Африка: Кения, Уганда.

## Описание
Мелкого размера муравьи желтовато-коричневатого цвета с загнутым вниз и вперёд кончиком брюшком; длина рабочих около 2 мм. От близких видов отличается следующими признаками: отстоящая волосистость отсутствует на мезосоме и брюшных тергитах; проподеум угловидно-зубчатый; глаза есть, относительно большие (отношение длины глаза к длине головы OI 5–9); при виде сверху мезосома относительно широкая и крепкая; голени средней пары ног без апиковентральной шпоры; петиоль вытянутый дорсально; скульптура отчётливая, покатая поверхность проподеума  ямчатая; относительно более мелкие виды; цвет обычно оранжевый. Длина головы рабочих (HL) 0,39 — 0,49 мм, ширина головы (HW) 0,33 — 0,42 мм. Усики рабочих 7-9-члениковые с сильно увеличенным вершинным члеником. Голова округло-овальная, глаза мелкие и расположены в передне-боковой части головы. Охотятся на яйца пауков и других членистоногих. Стебелёк между грудкой и брюшком состоит из одного узловидного членика (петиоль).

## Систематика
Вид был впервые описан в 2019 году американским мирмекологом Франциско Хита-Гарсиа (California Academy of Sciences, Сан-Франциско, США) и его коллегами по типовым материалам из Африки. Таксон включён в видовой комплекс Discothyrea traegaordhi. Вместе с 50 другими видами образует род Discothyrea, включаемый в подсемейство Proceratiinae.